# Могилевский, Анатолий Исаакович
Анатолий Исаакович Могилевский (род. 31 октября 1943, Улан-Батор, Монголия) — советский, российский и американский эстрадный певец.

## Биография
Анатолий Исаакович Могилевский родился в 1943 году в Монголии, где его мать, Мария Лазаревна Блехман, работала в советской воинской части фармацевтом.
В 1944 году мать с ребёнком вернулась в Москву, а после развода с мужем Мария Лазаревна переезжает с сыном в Ригу, где и прошли детство и юность Могилевского.
В 1959 году Могилевский поступает в Рижское музыкальное училище им. Язепа Медыня на отделение дирижёров-хоровиков. В этом же году из-за совмещения учёбы с работой на разных музыкальных площадках города он был отчислен.
В 1964 году с оркестром «Комбо» проходит прослушивание в Рижском эстрадно-концертном объединении (РЭКО) и сразу получает направление на работу в юрмальский ресторан «Лидо».
Летом 1967 года во время рижских гастролей оркестра «ВИО-66» под управлением Юрия Саульского Анатолий получил предложение приехать на прослушивание в Москву и в конце осени 1967 года был принят в коллектив солистом.
В 1971 году стал солистом ансамбля «Поющие сердца», однако в том же году ушёл из него, перейдя работать в оркестр под управлением Олега Лундстрема.
В 1972 году началась карьера солиста в ВИА «Самоцветы» под руководством Юрия Маликова.
В 1975 году в Германии «Самоцветы» записали песню «Если будем мы вдвоём» (на мотив песни Beatles «Oh! Darling») в исполнении Могилевского. В этом же году в Берлине вышел альбом «Знаменитые ансамбли мира», включавший, среди хитов The Beatles, Creedence Clearwater Revival, Shocking Blue и эту песню.
К концу 1975 года из-за творческих разногласий с художественным руководителем Юрием Маликовым почти весь состав музыкантов покинул музыкальный коллектив и создал ВИА «Пламя».
В начале октября 1978 года Могилевский эмигрировал в США и поселился в Нью-Йорке. Сразу выйти на сцену оказалось невозможно; некоторое время пришлось работать таксистом.
В 1979 году Могилевский записал первую виниловую пластинку с песнями Анатолия Днепрова «Разбитое сердце». Дебют оказался неудачным: по словам певца, музыка в то время покупалась в основном на кассетах для прослушивания в автомобилях. Следующие два альбома создавались в соавторстве с Михаилом Шуфутинским, где тот выступил в качестве аранжировщика, клавишника и продюсера.
В 1983 году при прямом посреднечестве Михаила Шуфутинского вышел альбом «У нас в Одессе это не едят», а ещё через год — «Я Вас люблю, мадам», завоевавший успех. Анатолий Могилевский поёт в лучших русских ресторанах Нью-Йорка; начинаются гастроли по всем странам мира, где можно встретить русскоговорящую публику.
К концу 1989 года Могилевский собирает группу музыкантов и даёт ей название «Amadeus Band». На гитаре играет Игорь Северский — неоднократный победитель фестивалей музыки фламенко и аккомпаниатор Михаила Шуфутинского, на барабанах — Алан Диаз, работавший ранее с Сержио Мендесом, на клавишах — поляк Анджей Зелинский. Каждая следующая пластинка эволюционирует от стандартного эмигрантского песенного набора в сторону эстрадно-танцевальной музыки. Репертуар группы насчитывает несколько сотен песен на разных языках.
В 1990 году Могилевский впервые приезжает с гастролями в Россию. В 1993 году состоялось успешное выступления в СКК «Петербургский», на основе которого был выпущен двойной магнитоальбом «Back to Russia». В последующие годы выходят несколько дисков в России. После кризиса 1998 года Могилевский возвращается в США и переезжает из Нью-Йорка в Лос-Анджелес, где начинает работать по выходным в ресторане «Тройка».
В настоящее время Анатолий Могилевский активно занимается творчеством и гастролями по России и странам бывшего СССР.
Женат на Наталье Могилевской; в браке родился сын Андрей.

## Наиболее известные песни
- «Здравствуй, чужая милая»
- «Гоп-стоп, бабушка здорова!»
- «Майя»
- «Вас ждет Париж»
- «У нас в Одессе это не едят»
- «Как ты там живёшь, моя Россия»
- «У беды глаза зелёные»
- «Очарована, околдована»
- «Прохаря»
- «Твои глаза»
- «Только мама»
- «А мне сегодня так по кайфу»
- «Я Вас люблю, мадам»
- «Зэковский вальс»
- «Пьяная рана»
- «Чаша горечи»
- «Жизнь моя»
- «Украинка»
- «Еврейское местечко»
- «Рижанин»
- «Нитью драгоценной»
- «Пересылочка»

## Дискография
- 1979 — «Разбитое сердце»
- 1983 — «У нас в Одессе это не едят»
- 1984 — «Я Вас люблю, мадам»
- 1986 — «Музей любви»
- 1987 — «Незнакомка»
- 1988 — «Я живу в Америке»
- 1989 — «Письма»
- 1990 — «Вокруг света» и «Назад в Россию» (двойной альбом)
- 1994 — «А мне сегодня так по кайфу»
- 1997 — «Между адом и раем»
- 1998 — «Перелетная птица»
- 2000 — «Золотая осень»
- 2003 — «Золотая осень» (двойной альбом)
- 2006 — «Grand collection»
- 2009 — «Пьяная рана»
- 2009 — «Жизнь моя»
- 2012 — «Восемь лет без права переписки»
- 2012 — «Американский самоцвет»
- 2014 — «От Авраама до наших дней»

### DVD-альбомы
- 1991 — фильм-концерт «Live in Leningrad»
- 1993 — запись концерта в Московском государственном театре эстрады
- 2010 — «Жизнь моя — песнь моя», юбилейный концерт в Голливуде

## Награды и звания
- 2010 — «Звезда русской эмиграции»
- 2011 — почётное звание «Маэстро шансона»
- Включен в каталог «Знаменитые артисты эмиграции из разных стран мира», составленный писателем Дж. Сильверманом (англ. J. Silverman)